# 朱比特崛起
是一部於2015年上映的美國太空歌劇電影，為沃卓斯基姐弟擔任導演、監製和編劇，並由蜜拉·庫妮絲、查尼·塔圖领衔主演。本片象徵著「駭客任務三部曲」結束後另一科幻作品。
本片與格蘭特·希爾一同製作，他曾擔過《駭客任務：重裝上陣》、《駭客任務完結篇：最後戰役》、《V怪客》、《駭速快手》、《忍者刺客》和《雲圖》的製片人，《朱比特崛起》則是希爾與華卓斯基姐弟的第七次合作。華卓斯基姐弟和幾位對《駭客任務》電影貢獻過的人再次一同合作，包括美術指導Hugh Bateup、視覺特效總監Dan Glass、視覺效果設計師約翰·加埃塔、音效剪輯總監丹·戴維斯和服裝設計師Kym Barrett。值得注意的是過去的合作者包括《駭速快手》的作曲家邁克·吉亞奇諾和《雲圖》的攝影技師约翰·托爾、剪輯亞歷山大·伯納和曾參與過前兩部片的髮型與化妝設計師Jeremy Woodhead。
《朱比特崛起》在北美地區的預定發布為2014年7月25日，而後改延至2015年2月6日上映。電影獲得了兩極的評價，影評家讚美其視覺效果、設定和原創性，主要批評故事劇情的不足。儘管如此，電影仍受到部分粉絲的熱烈歡迎，尤其是女性的科幻愛好者認為本片脫離了典型男性為重心的傳統。

## 劇情
在這廣闊的宇宙中，有一群不被人所知的地球人早已和其他無數行星上的生命接觸結合，藉由和外星人組成家庭的進化法能使他們成為更上一層的物種，企圖達到「完美的達爾文主義國度」，就能「永保青春」。朱比特（蜜拉·庫妮絲飾）是一個地球的女清潔工，看似平凡無奇卻遭到了宇宙女王士兵的追殺，而前來保護她的外星戰士肯恩（查尼·塔圖飾）向她透露，原來朱比特擁有著非凡的繼承人基因才會使得女王的追殺，肯恩和遭到懸賞的朱比特該如何脫離危機呢？

## 演員
| 演員            | 角色                             |
| --------------- | -------------------------------- |
| 蜜拉·庫妮絲     | 朱比特·瓊斯（Jupiter Jones）     |
| 查尼·塔圖       | 肯恩·懷斯（Caine Wise）          |
| 西恩·賓         | 史汀格（Stinger）                |
| 艾迪·瑞德曼     | 拜冷·阿巴薩克斯（Balem Abrasax） |
| 道格拉斯·布斯   | 泰塔斯（Titus）                  |
| 塔彭絲·米德爾頓 | 凱莉克（Kalique）                |
| 裴斗娜          | 賞金獵人                         |
| 大衛·阿賈拉     | Ibis                             |
| 夏洛特·博蒙特   | Kiza,Stinger's daughter          |
| 泰瑞·吉連       | Seal與Signet Minister            |
| 古古·瑪芭塔-勞  | Famulus                          |
| 奧列格·尼索賓   | Zeno                             |
| 凡妮莎·寇比     | Katharine                        |
| 愛德華·霍格     | Chicanery Night                  |

## 製作
本片由美國的華納兄弟和澳大利亞的威秀電影公司共同合作製作，由羅柏托·馬來爾巴和布魯斯·伯曼擔任執行製片人。該片由華納兄弟利維斯登工作室於2013年4月2日在英國伊利座堂開拍。劇組待在倫敦的工作室製作到6月，然後移動到芝加哥的伊利諾伊州，從7月下半一直工作至8月。而在隔年5月初則又移師到西班牙的畢爾包。這是攝影技師约翰·托爾的第二部長片，他被指定用阿萊Alexa和Codex Digital來作數位攝影，以達到在《鋼鐵人3》中的視覺特效規格。

### 特效
電影多是使用特效，而非CGI效果。演員查寧·塔圖其實極少使用電腦成像替身，多由特技動作來完成。塔圖的角色所使用的反重力噴射靴是利用團隊發明的一種方法來拍攝，也就是特技而不是電腦成像。他們製作了六個攝影機頭並裝在直升機上，能涵蓋近180度的動作鏡頭。
視覺效果的公司Framestore使用了Vicon T40和動作捕捉，使電影在在視覺上與《地心引力》的攝像系統相同。

### 音樂
本片的音樂是由麥可·吉亞奇諾負責，他也曾為華卓斯基姐弟的2008年電影《駭速快手》作過曲。6月10日，由Michael Giacchino和Ludwig Wicki開始在倫敦的艾比路錄音室進行配樂。

## 發行
這部影片最初公佈設於2014年7月18日，但又延後了一星期，於2014年7月25日上映。2014年6月3日，電影的映期又再被延遲到2015年2月6日，因基於需要有多餘的時間來處理這部電影的超過2000個特效鏡頭，並準備一個市場營銷的特別活動。
《朱比特崛起》於2015年1月27日在聖丹斯電影節舉辦了一個驚喜首映。

### 評價
《朱比特崛起》獲得的口碑以负面居多，主要批評故事的敘述能力不佳，且過度依賴演員們的演技、令人讚嘆的特效和視覺效果。在爛番茄基於187位影評人持有24％的新鮮度，平均得分4.1／10。Metacritic根據40个評論，得分40（滿分100），差评居多。CinemaScore在首映週末進行了民意調查，看過電影的觀眾們給了《朱比特崛起》一個「B-」（A+至F）的評價。

### 票房
截至至下檔，該片在北美的總票房約為4738萬美元，加上其他地區的1.365億美元，全球票房共計1.838億美元，而其製作預算則是1.76億美元。
北美
在首映日，票房只有640萬美元，反應不佳。首映週末3天總結，該片在3181間劇院共獲得1840萬美元的票房，名列第三位，排於《海綿寶寶：海陸大出擊》（5540萬美元）和《美國狙擊手》（2330萬美元）之後。
其他地區
首週賣座3250萬美元。其中最高的市場是俄羅斯，在當地賣座470萬美元。電影在其他市場也已上映，如法國（250萬美元）、韓國（210萬美元）、英國（200萬美元）、巴西（190萬美元）、墨西哥（180萬美元）、德國（180萬美元）、義大利（120萬美元）和西班牙（110萬美元）。電影在亞洲市場共獲得600萬美元，如新加坡、香港，台灣、菲律賓、印度尼西亞、馬來西亞和泰國。
香港上映三天获得461万港币居冠。
中国大陆累计2.86亿人民币。

## 榮譽
| 獎項         | 類別                         | 得獎人       | 結果 |
| ------------ | ---------------------------- | ------------ | ---- |
| 青少年票選獎 | 最受歡迎動作男星             | 查尼·塔圖    | 提名 |
| 青少年票選獎 | 必選電影：科幻／奇幻類男演員 | 查尼·塔圖    | 提名 |
| 青少年票選獎 | 必選電影：科幻／奇幻類女演員 | 蜜拉·庫妮絲  | 提名 |
| 金酸莓獎     | 最差影片                     |              | 提名 |
| 金酸莓獎     | 最差男主角                   | 查尼·塔圖    | 提名 |
| 金酸莓獎     | 最差女主角                   | 蜜拉·庫妮絲  | 提名 |
| 金酸莓獎     | 最差男配角                   | 艾迪·瑞德曼  | 獲獎 |
| 金酸莓獎     | 最差導演                     | 沃卓斯基姐弟 | 提名 |
| 金酸莓獎     | 最差劇本                     | 沃卓斯基姐弟 | 提名 |

## 外部連結
- 官方网站
- 互联网电影数据库（IMDb）上《Jupiter Ascending》的资料（英文）
- Box Office Mojo上《Jupiter Ascending》的資料（英文）
- 爛番茄上《朱比特崛起》的資料（英文）
- Metacritic上《Jupiter Ascending》的資料（英文）
- AllMovie上《朱比特崛起》的资料（英文）
- 開眼電影網上《朱比特崛起》的資料（繁體中文）
- 豆瓣电影上《朱比特崛起》的資料 （简体中文）
- 时光网上《朱比特崛起》的資料（简体中文）